# Cuscuta lucidicarpa
Cuscuta lucidicarpa är en vindeväxtart som beskrevs av Truman George Yuncker. Cuscuta lucidicarpa ingår i släktet snärjor, och familjen vindeväxter. Inga underarter finns listade i Catalogue of Life.